# Placówka wywiadowcza KOP nr 9
Placówka wywiadowcza KOP nr 9 – organ wykonawczy wywiadu Korpusu Ochrony Pogranicza.

## Formowanie i zmiany organizacyjne
Placówka utworzona została w styczniu 1929 w Czortkowie. Wchodziła w skład Brygady KOP „Podole”/pułku KOP „Czortków”. Pod względem pracy wywiadowczej podlegała szefowi ekspozytury Oddziału II nr 5 „Lwów”, pod względem pracy kontrwywiadowczej szefowi samodzielnego referatu informacyjnego DOK VI Lwów, a pod względem wyszkolenia wojskowego dowódcy pułku KOP „Czortków”. Zgodnie z etatem placówka liczyła 3 oficerów, 3 podoficerów i 4 szeregowych. Pod względem administracyjno-gospodarczym placówkę przydzielono do 25 batalionu KOP. W listopadzie 1931 etat placówki zwiększono o etat kapitana − zastępcy dowódcy placówki.
W 1937 jednostką administracyjną dla placówki nr 9 był batalion KOP „Czortków”.
W 1939 placówka wywiadowcza KOP nr 9 „Czortków” nadal podlegała szefowi ekspozytury Oddziału II nr 5 „Lwów” i stacjonowała w Czortkowie.

## Obsada personalna
Kierownicy placówki
- kpt. Marian Tomaszewski (20 IX 1929 –)[12]
- kpt. piech. Henryk Nitecki (9 VI 1933[13] − 1935)[14][15]

Obsada personalna w marcu 1939
- kierownik placówki – kpt. piech. Romuald Wilhelm Werakso
- oficer placówki – kpt. adm. (piech.) Otwinowski Stanisław Brunon
- oficer placówki – kpt. adm. (piech.) Ludwik Zajączkowski